# 栗山昌良
栗山 昌良（くりやま まさよし、1926年（大正15年）1月18日 - 2023年（令和5年）6月23日）は、日本の演出家、オペラ演出家、教育者。国立音楽大学名誉教授。劇団青年座座友。妻は声楽家（メゾソプラノ）の松内和子。

## 経歴
東京出まれ。獨逸学協会学校中学部卒業。
1946年（昭和21年）千田是也、伊藤道郎主宰の舞台芸術アカデミーに入所、舞台芸術への道を歩み始める。舞台芸術アカデミー卒。1949年（昭和24年）劇団俳優座に入り、1950年（昭和25年） - 1965年（昭和40年）俳優座演劇研究所所員として近代リアリズム演劇の表現手法を研究。同時に附属俳優養成所発足に伴い、講師として演劇映画界の俳優養成にあたる。
オペラ界では二期会や文化庁オペラ研修所、東京藝術大学をはじめ各大学のオペラ歌手養成に深く携わってきた。栗山は、俳優座で青山杉作に教えを受け、当初はミュージカルの演出をしたいと思っていた。しかし、1953年（昭和28年）二期会ヴェルディ『オテロ』で師の青山杉作の助手を務め、翌1954年（昭和29年）青山の代役で二期会メノッティ『アマールと夜の訪問者』でオペラを初演出しオペラに目覚めた。以来、ヴェルディ、プッチーニ、ビゼー、モーツァルト、ロッシーニ等の名作オペラや、團伊玖磨『夕鶴』、石桁眞礼生『卒塔婆小町』、黛敏郎『金閣寺』など日本オペラの上演にも力を注ぎ、多くの人材を育成し、まさに「日本オペラの牽引者」となった。1957年（昭和32年）外山雄三、岩城宏之、林光、妹尾河童、緒方規矩子、佐々木忠次と“スタッフ・クラブ”を結成。1964年（昭和39年）国立音楽大学講師、のち教授。1968年（昭和43年）東京藝術大学講師。1969年（昭和44年）畑中良輔・若杉弘・三谷礼二・杉田村雄とともに「『室内歌劇』を通じ、今日における劇場音楽芸術の可能性を追求し、以って我が国のオペラ振興に寄与する事」を目的として東京室内歌劇場を創立。1972年（昭和47年）文化庁在外研修員としてヨーロッパに留学。
現在に至るまで60余年以上にわたり、モーツァルトから現代オペラまで、我が国での初演作品の演出も多く、また、日本オペラでの演出も秀作が多い。二期会、藤原歌劇団、東京室内歌劇場、新国立劇場、びわ湖ホールなど全国各地の400本以上のプロダクションでオペラ演出を担当。近年の演出作品は新国立劇場プッチーニ『蝶々夫人』山田耕筰『黒船』、関西二期会ベートーヴェン『フィデリオ』等。2012年（平成24年）びわ湖ホール、2013年（平成25年）新国立劇場ブレヒト『三文オペラ』、2015年（平成27年）びわ湖ホールで上演した沼尻竜典『竹取物語』は各方面から絶賛された。
演劇においても、1955年（昭和30年）第1回新劇戯曲賞（のちの岸田國士戯曲賞）の候補作品となる『絵姿女房』など矢代静一戯曲の数々の作品、また坂東玉三郎との泉鏡花作品等、多岐にわたり活躍。1966年（昭和41年）桐朋学園演劇科講師、1967年（昭和42年）青年座文芸演出部員。
栗山の演出の評価は、例えば新日鉄音楽賞の受賞理由を引用すれば「奇をてらう演出が多い昨今のオペラ界にあって、栗山昌良は1954年オペラ演出家としてデビューして以来、一貫して原作の持つ音楽性、ドラマ性に忠実に、また歌手の肉体状態に配慮した正攻法の舞台を示してきた。『夕鶴』『金閣寺』、また『椿姫』『蝶々夫人』『ヴォツェック』など、常に安定して見られる舞台はまことに貴重」だという。
1975年（昭和50年）文化庁オペラ研修所主任、1993年（平成5年）国立音楽大学名誉教授、1994年（平成6年）文化庁オペラ研修所所長、1998年（平成10年）新国立劇場オペラ研修所講師を歴任。
2023年（令和5年）6月23日、老衰のため死去した。97歳没。死没日付をもって従四位に叙された。

## 主な受賞歴
- 1974年（昭和49年）芸術選奨文部大臣賞（音楽部門）[1][2]
- 1982年度（昭和57年度）第10回ウィンナーワルド・オペラ賞[15]
- 1983年度（昭和58年度）第11回ジロー・オペラ賞大賞[15]
- 1987年（昭和62年）紫綬褒章[3]
- 1996年（平成8年）勲四等旭日小綬章[3][4]
- 1999年（平成11年）中島健蔵音楽賞特別賞[16]
- 2004年（平成16年）第15回新日鉄音楽賞[5]
- 2006年（平成18年）文化功労者[3]
- 2011年（平成23年）日本芸術院賞・恩賜賞[3]
- 2015年（平成27年）三菱UFJ信託音楽賞奨励賞[6]